# Nadadouro
Nadadouro é uma povoação portuguesa da região Oeste e sede da freguesia do Nadadouro, município de Caldas da Rainha, freguesia com 10,60 km² de área e 1962 habitantes (censo de 2021), tendo, por isso, uma densidade populacional de 185,1 hab./km².
Além da sede, a freguesia é composta pelas seguintes povoações e locais: Casal dos Chãos, Cumeira, Casal Novo, Touguio, Casais da Fonte, Corujeira, Vale de Égua, Casais do Regato, Casinhas, Alto, Covões, Casal da Avé Maria, Casal das Salgueiras, Cercas e Poça dos Ninhos.

## História
A freguesia foi criada pelo Decreto-Lei n.º 41.453, de 19/12/1957 (rectificado pelo Decreto-Lei n.º 41.651, de 27/05/1958), com lugares da Freguesia de Serra do Bouro.

## Demografia
A população registada nos censos foi:
| Distribuição da População por Grupos Etários | Distribuição da População por Grupos Etários | Distribuição da População por Grupos Etários | Distribuição da População por Grupos Etários | Distribuição da População por Grupos Etários |
| -------------------------------------------- | -------------------------------------------- | -------------------------------------------- | -------------------------------------------- | -------------------------------------------- |
| Ano                                          | 0-14 Anos                                    | 15-24 Anos                                   | 25-64 Anos                                   | > 65 Anos                                    |
| 2001                                         | 213                                          | 199                                          | 776                                          | 236                                          |
| 2011                                         | 319                                          | 172                                          | 1065                                         | 348                                          |
| 2021                                         | 239                                          | 215                                          | 977                                          | 531                                          |

## Caracterização
Situada junto à Lagoa de Óbidos, com tradição na agricultura, pesca, construção civil, restauração e zona industrial das Caldas da Rainha. Atualmente parte da sua população também se dedica aos serviços na cidade das Caldas da Rainha.

## História
Embora a povoação do Nadadouro seja anterior ao século XIX, aparecendo no arquivo paroquial da freguesia da Serra do Bouro, apenas se tornou sede de freguesia civil em 1957.
Nas décadas de 1950 e de 1960 existiu um fluxo migratório com grande expressão para o Canadá, França e Estados Unidos, países onde hoje existem grandes comunidades de emigrantes.